# Perdifumo
Perdifumo (Pièrdifumë in campano) è un comune italiano di 1 801 abitanti della provincia di Salerno in Campania.
Fa parte del parco nazionale del Cilento, Vallo di Diano e Alburni.

## Geografia fisica
- Classificazione sismica: zona 3 (sismicità bassa), Ordinanza PCM. 3274 del 20/03/2003.

## Storia
Il primo nucleo del centro abitato di Perdifumo nacque nel corso dell'XI secolo con l'assorbimento degli abitanti del vicino villaggio di Sant'Arcangelo.
Prime notizie su Perdifumo si hanno nel 1083, quando la popolazione, dapprima aggruppatasi sotto l'ala protettrice del monastero di Sant'Arcangelo, per le migliorate condizioni economiche e sociali aveva ritenuto di potersi trasferire nell'abitato sorto via via in una località più adatta all'agricoltura. La sua ubicazione nei pressi di un torrente, ha favorito in epoca medievale il nome di "pes-de-flumine”, donde il dialettale "per(e)-de-fiume". Che il villaggio più antico di Sant'Arcangelo fosse sorto intorno al cenobio italo-greco ne è notizia, oltre che nella tradizione, dai nomi degli abitanti longobardi e bizantini e dai toponimi, come si evince dall'evoluzione semantica.
Nel 1073 Sant'Arcangelo con i suoi possedimenti passò alle dipendenze della Badia di Cava e nel 1077, l'anno in cui i Normanni conquistarono il Principato di Salerno, il centro di Perdifumo doveva già essere costituito, giacché da una verifica effettuata sei anni dopo, nel 1083, per accertare il numero dei vassalli dipendenti dai singoli monasteri cilentani, risultarono di pertinenza di Sant'Arcangelo una cinquantina di nuclei familiari che senz'altro dovevano risiedere in quel tempo a Perdifumo. 
Nello stesso periodo Perdifumo, come tutti i possedimenti di Sant'Arcangelo, fu compreso nel territorio concesso alla famiglia Sanseverino.
In seguito agli avvenimenti della guerra del Vespro (1282-1302) Perdifumo fu completamente distrutto. Ricostruito, rimase ancora in possesso della stessa Badia fino al 1412, quando tutti i suoi feudi cilentani per volontà del papa Gregorio XII passarono in mano al re Ladislao di Durazzo.
Nel 1436 Perdifumo fu concesso da Alfonso d'Aragona ai Sanseverino in assoluto dominio, conservandovi la Badia la sola giurisdizione spirituale.
Nel 1500, trovandosi i Sanseverino privati di tutti i loro feudi a seguito della Congiura dei Baroni (1485-87), il re Federico d'Aragona concesse Perdifumo in feudo al cavaliere Giacomo Guindacio, nobile napoletano, che ne conservò poi il dominio come suffeudatario dei Sanseverino quando questi recuperarono nuovamente i loro feudi nel 1507. Di ciò sono testimonianza, sulla monumentale fontana del paese (costruita nel 1500), le due epigrafi che ricordano i due tempi dell'acquisto del dominio di Perdifumo da parte del Guindacio.
Una figlia del Guindacio, Porzia, portò in dote il feudo ai Caracciolo (1520), dai quali passò a Violante Brancaccio (1561) e poi a Paolo del Baglivo (1568). Ritornò subito dopo alla stessa Brancaccio, che lo rivendé a Federico Capece Tomacelli (1593), dal quale passò a Lucrezia Sersale (1609), che per matrimonio riportò il feudo ai Caracciolo (1609). Costoro, ottenuto su Perdifumo il titolo di Duchi, lo rivendettero ai Filomarino (1624), che prima del 1636 lo trasmisero nella loro famiglia al ramo dei Principi di Roccadaspide, che lo mantennero fino all'abolizione della feudalità nel 1806 da parte dei francesi.
Dal 1811 al 1860 ha fatto parte del circondario di Castellabate, appartenente al Distretto di Vallo del Regno delle Due Sicilie.
Dal 1860 al 1927, durante il Regno d'Italia ha fatto parte del mandamento di Castellabate, appartenente al Circondario di Vallo della Lucania.

## Monumenti e luoghi d'interesse

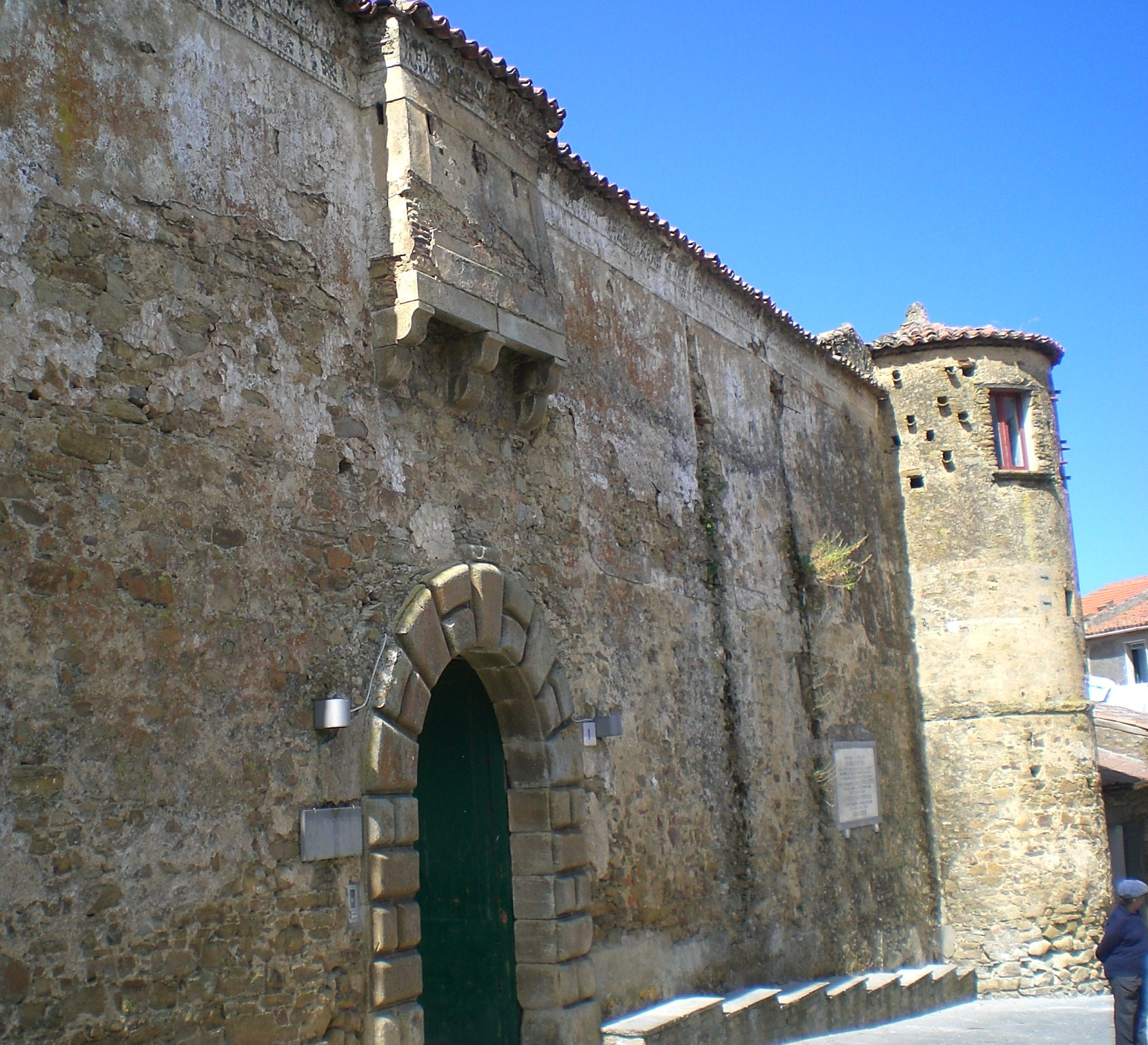
Castello Vargas-Machucha

### Architetture militari
- Castello Vargas-Machucha (X secolo) - Vatolla

### Architetture civili
Nell'abitato si possono ammirare edifici gentilizi di un certo rilievo, con eleganti portali di pietra scalpellata, torrini e colombaie. Di rilievo sono:
- Palazzo Giardulli (XVIII sec.) che conserva all'interno un frantoio ottocentesco.
- Palazzo Baronale Gagliardi, con colombaia.
- Palazzo Amoresano.
- Palazzo Guglielmini.
- Monumento ai Caduti di tutte le Guerre.
- Ex Seminario della Badia Benedettina di Cava dei Tirreni (XVII sec.), di fronte alla Caserma CC.
- Fontana pubblica con i lavatoi risalente al 1500, costruita dal nobile napoletano Giacomo Guindacio.

Lapide commemorativa della Fontana:
IACOBI GUINDATII NOBILIS NEA POLITANI MILITIS STRENUI SUB FEDERICO SICILIAE REGE BENEFICIO ET IMPENSA 1500 DOMINUS PERDIFUMI.
Per benevolenza e spesa di Giacomo Guindacio, nobile napoletano, valoroso cavaliere sotto Federico Re di Sicilia, Signore di Perdifumo - 1500.
VIATOR TAMETSI PROPERAS HIC FONS TE BLANDUS INVITAT UT SALU TATO LOCI GENIO SITIM LEVES AUT LABRAS SALTEM PROLUAS AUT SUDOREM LAVES - LAETIOR ENIM ITER CONFICIES DUMMODO NESCIUS NON SIS A IACOBO GUINDACIO NOBILI NEAPOLITANO QUI IN MILITIA STRENUE OR[DI]NES DUXIT QUIQ. ILLUSTRISS. ROBERTI IUNIORIS SANSEVERINII PRINCIPI SALERNITANI VIRTUTIS AVITAE PATERNAEQ. AEMULA TORIS MUNIFICENTIA PERDIFUMI DOMINIO INSIGNITUS FUIT HOC TIBI COMMODUM PRAESTARI VALE MDVII.
Viandante, pur se vai di fretta, questa fonte dolce t'invita a che, salutato il Genio del luogo, tu tolga la sete o almeno bagni le labbra o lavi il sudore; sarà così più lieto il cammino, purché tu sappia che Giacomo Guindacio nobile napoletano, che in guerra guidò valorosamente cinque squadroni de l'illustrissimo Roberto Junior Sanseverino, principe di Salerno, emulo della virtù degli avi e della paterna munificenza, elevato alla signoria di Perdifumo, ti fornì questa comodità.
Salve -1507

### Architetture religiose
- Chiesa Collegiata Parrocchiale di San Sisto II Papa e Martire (XVI sec.); internamente si possono ammirare affreschi (eseguiti negli anni '60), un'acquasantiera del Seicento, un altare settecentesco di pregevole fattura e la statua della Madonna del Rosario, anch'essa del Seicento.
- Cappella della Confraternita del Santo Rosario (XVI secolo).
- Convento di Santa Maria degli Angeli del 1635. Nell'interno vi sono conservate alcune tele, un Crocefisso, un tabernacolo ligneo e alcune statue tutte di fattura seicentesca.
- Chiesa di San Nazario Martire (XIV sec.) a Camella.
- Chiesa S. MARIA DELLE GRAZIE a Vatolla (XI secolo).La chiesa è stata costruita sui resti di un tempio di culto pagano. Sulla facciata della chiesa si possono notare due bassorilievi raffiguranti feste baccanali resti del tempio pagano.
- Convento di Santa Maria della Pietà (1619) a Vatolla. La tradizione vuole che Giambattista Vico durante il suo soggiorno a Vatolla, studiasse di fronte al convento all'ombra del terzo ulivo contando dal mare verso il paese
- Convento di Santa Maria del Carmine (1472) a Mercato Cilento.
- Ruderi del Cenobio di Sant'Arcangelo di Perdifumo (X sec.).
- Chiesa di San Rocco (XVII sec.) a Perdifumo con un interessante pavimento maiolicato

## Società

### Evoluzione demografica
Abitanti censiti

## Cultura

### Musei

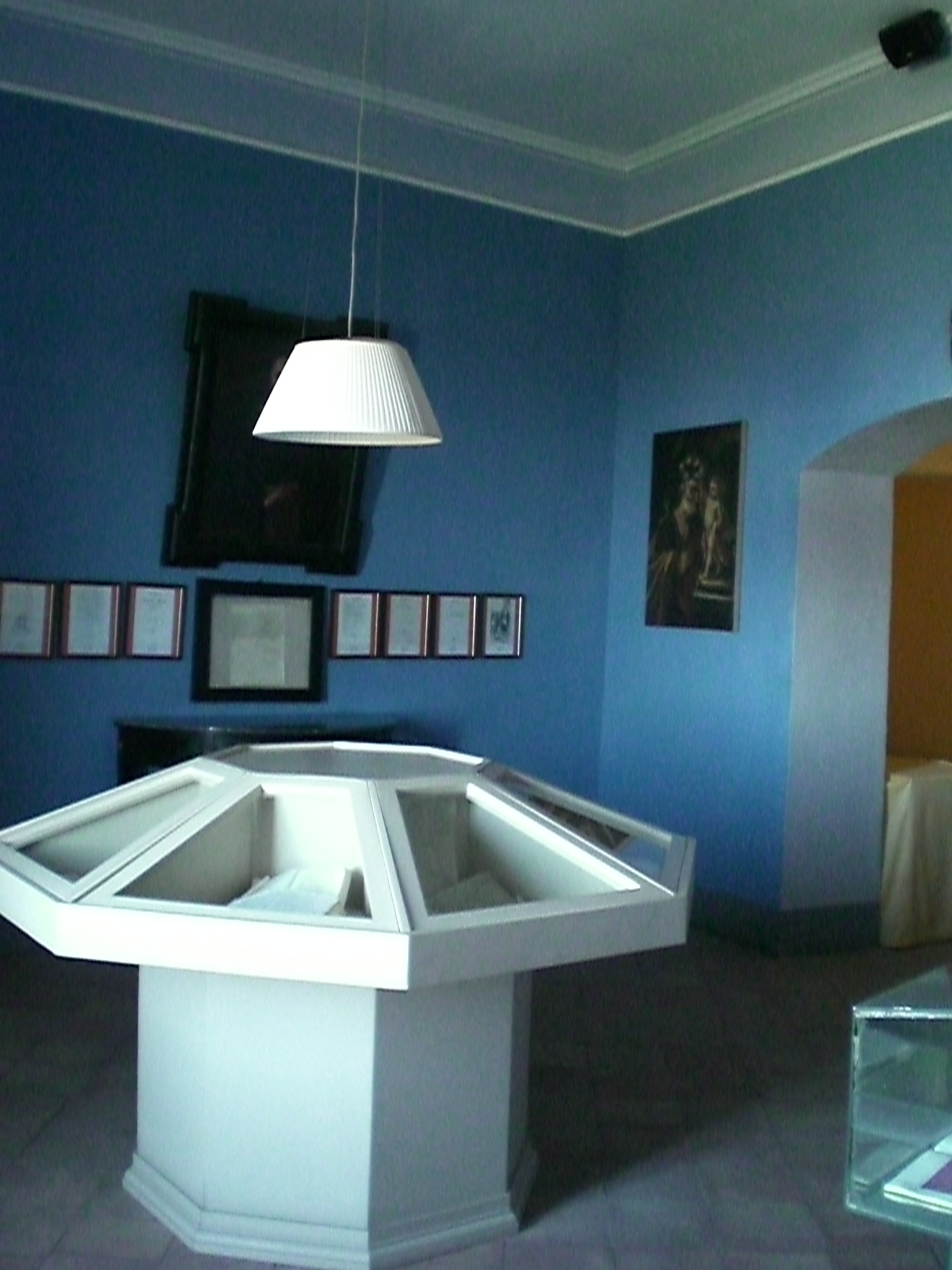
Museo Vichiano

- Museo Terra Batulliani
- Museo Vichiano

## Geografia antropica

### Frazioni di Perdifumo
- Camella - È la più antica contea longobarda attestata nel Cilento antico. Ogni anno, in occasione della festa patronale in onore di San Nazario, si svolge il caratteristico "volo dell'angelo": un volontario, solitamente un bambino, appeso ad un cavo d'acciaio teso tra due balconi, simula la venuta di un angelo a Camella, giunto per raccomandare a San Nazario la protezione del piccolo borgo cilentano. All'entrata del paese si può ammirare l'antica fontana pubblica con stemma della famiglia Altomare su epigrafe parzialmente leggibile del 1536.
- Mercato Cilento - Frazione situata in un importante nodo viario, nei pressi del convento e omonima chiesa di Santa Maria del Carmine.
- Vatolla - È la maggiore frazione comunale, famosa per aver ospitato tra il 1689 ed il 1695 il filosofo napoletano Giambattista Vico. Palazzo De Vargas, ricordato come il "castello", ove soggiornò lo studioso, è oggi sede del Museo Vichiano e della Fondazione Giambattista Vico. Il borgo cilentano è ricordato anche per la coltivazione della celebre Cipolla di Vatolla, elemento della biodiversità cilentana.

Contrade ed altre località di Perdifumo.
Fanno parte del territorio comunale le Contrade: Noce Alta, Noce Bassa, Difesa, Coste, Palma, Spiafreddo e le località Maisi, San Pietro, Paradiso, Petrosa, Castiglioni, Pagliara.

## Infrastrutture e trasporti

### Strade
- Strada regionale 267 Agropoli (ospedale) - Innesto SP 430 (svincolo Agropoli sud) - Innesto SP 15 (S. Pietro) - Innesto SP 237 (S. Andrea);
- Strada provinciale 15 Innesto SR 267 (S. Pietro) - Innesto SR 267 (Acciaroli);
- Strada provinciale 46 Innesto SS 18 (Rutino) - Innesto SP 15 (Galdo);
- Strada provinciale 94 Perdifumo - Agnone Cilento;
- Strada provinciale 111 Innesto SP 46 - Vatolla;
- Strada provinciale 441 Innesto SP 15 - Casigliano di Sessa Cilento.

## Amministrazione

### Sindaci
| Periodo        | Periodo        | Primo cittadino   | Partito                                                  | Carica  | Note |
| -------------- | -------------- | ----------------- | -------------------------------------------------------- | ------- | ---- |
| 6 giugno 1993  | 27 aprile 1997 | Giovanni Farzati  | lista civica                                             | Sindaco |      |
| 27 aprile 1997 | 28 maggio 2006 | Vincenzo Paolillo | centro-sinistra                                          | Sindaco |      |
| 29 maggio 2006 | 15 maggio 2011 | Francesco Pecora  | lista civica                                             | Sindaco |      |
| 16 maggio 2011 | in carica      | Vincenzo Paolillo | lista civica di centro-sinistra Rinnovamento Democratico | Sindaco |      |

### Altre informazioni amministrative
Il territorio fa parte della Comunità montana Alento-Monte Stella.
Le competenze in materia di difesa del suolo sono delegate dalla Campania all'Autorità di bacino regionale Sinistra Sele.